# Ташмурын
Ташмуры́н (баш. Ташморон) — деревня в Учалинском районе Республики Башкортостан Российской Федерации. Входит в состав Ахуновского сельсовета. 

## География

### Географическое положение
Расстояние до:
- районного центра (Учалы): 33 км,
- центра сельсовета (Ахуново): 8 км,
- ближайшей железнодорожной станции (Учалы): 38 км.

## Население
| 2002 | 2009 | 2010 |
| ---- | ---- | ---- |
| 3    | ↘0   | ↗1   |

### Национальный состав
Согласно переписи 2002 года, преобладающие национальности — татары (67 %), башкиры (33 %).